# هریت ۱۷۴۴
سیارک ۱۷۴۴ (به انگلیسی: 1744 Harriet، نامگذاری:6557P-L) هزار و هفتصد و چهل و چهارمین سیارک کشف شده‌است که در ۲۴ سپتامبر ۱۹۶۰ کشف شد.
قدر مطلق سیارک برابر ۱۳٫۶۰ است.